# UVC Graz
UVC Graz est un club autrichien de volley-ball basé à Graz, évoluant pour la saison 2019-2020 en 1. Bundesliga Damen ainsi que dans la aon Volley League pour sa section masculine.

## Historique
En 2002, le VC Wesser Graz (club masculin) a fusionné avec le ATSE Graz Volleyball (club féminin) pour former le UVC Graz (club comprenant une équipe féminine et une équipe masculine).

## Palmarès
- Championnat d'Autriche
  - Vainqueur : 2018[3]
- Coupe d'Autriche
  - Vainqueur :2017[4]2018[5]
  - Finaliste :2016[6]2020.

## Joueuses et personnalités du club

### Entraîneurs
- 2012-2013 :  Sebastian Tatra[7]
- 2014-2019 :  Dušan Jesenko[7]
- 2019-2022 :  Matthias Pack[7]
- 2022--2024 :  Dominik Blaha[8]
- 2024- :  Fabian Kandolf[7]